# Jimmy Swift
Alfred James „Jimmy“ Swift (* 25. Juni 1931 in Durban; † 13. April 2009 in Johannesburg) war ein südafrikanischer Radrennfahrer.
Bei den Olympischen Spielen 1952 in Helsinki startete Jimmy Swift in zwei Disziplinen, im Einzelstraßenrennen und in der Mannschaftsverfolgung. Das südafrikanische Team kam nicht in die Mannschaftswertung des Einzelrennens. Mit dem südafrikanischen Bahn-Vierer (Tommy Shardelow, Robert Fowler, George Estman) errang er Silber. Vier Jahre später, bei den Spielen in Melbourne, fuhr er vier Wettbewerbe und errang er Bronze im 1000-Meter-Zeitfahren. In der Mannschaftsverfolgung kam die südafrikanische Mannschaft (Robert Fowler, Abe Jonker, Jan Hettema) auf Platz vier. 1952 bestritt die britische Bahnnationalmannschaft in Vorbereitung auf die olympischen Wettkämpfe eine Wettkampfreise durch Südafrika. Die britischen Fahrer unterlagen überraschend in beiden ausgetragenen Länderkämpfen in Johannesburg und in Paarl gegen die südafrikanische Nationalmannschaft, deren Mitglied er war.
1954 und 1958 startete Swift auch bei den Commonwealth Games. 1954 in Vancouver errang er die Goldmedaille im Zeitfahren, zeitgleich mit dem Australier Dick Ploog, der ebenfalls eine Goldmedaille erhielt.